# Pectinaria (djur)
Pectinaria är ett släkte av ringmaskar som beskrevs av de Lamarck 1818. Pectinaria ingår i familjen Pectinariidae.

## Dottertaxa tillPectinaria, i alfabetisk ordning[1][2]
- Pectinaria aegyptia
- Pectinaria antipoda
- Pectinaria auricoma
- Pectinaria australis
- Pectinaria belgica
- Pectinaria bifurcata
- Pectinaria brevispinis
- Pectinaria californiensis
- Pectinaria capensis
- Pectinaria chilensis
- Pectinaria clava
- Pectinaria conchilega
- Pectinaria dimai
- Pectinaria dodeka
- Pectinaria gouldii
- Pectinaria granulata
- Pectinaria hartmanae
- Pectinaria hiuchiensis
- Pectinaria hyperborea
- Pectinaria incerta
- Pectinaria kanabinos
- Pectinaria kiiensis
- Pectinaria koreni
- Pectinaria leioscapha
- Pectinaria nana
- Pectinaria nigrescens
- Pectinaria panava
- Pectinaria papillosa
- Pectinaria parvibranchis
- Pectinaria profunda
- Pectinaria pseudokoreni
- Pectinaria regalis